# Galbula chalcothorax
Galbula chalcothorax е вид птица от семейство Galbulidae.

## Разпространение
Видът е разпространен в Боливия, Бразилия, Еквадор, Колумбия и Перу.